# Dwayne Whylly
Dwayne Whylly (Nassau, 26 novembre 1986) è un calciatore bahamense, di ruolo portiere.

## Carriera

### Club
Comincia a giocare negli Stati Uniti, agli Yale Bulldogs. Nel 2006 passa all'Albany BWP Highlanders. Nel 2007 torna agli Yale Bulldogs. Nel 2008 si trasferisce in Inghilterra all'Oxford City. Nel 2010 viene acquistato dal Witney United. Nel 2011 si trasferisce in Svizzera, al Le Parc.

### Nazionale
Ha esordito con la nazionale bahamense nel 2004.